# غار موتنا
غار موتنا (به لاتین: Motena Cave Natural Monument) یک غار در گرجستان است.